# Smuklik

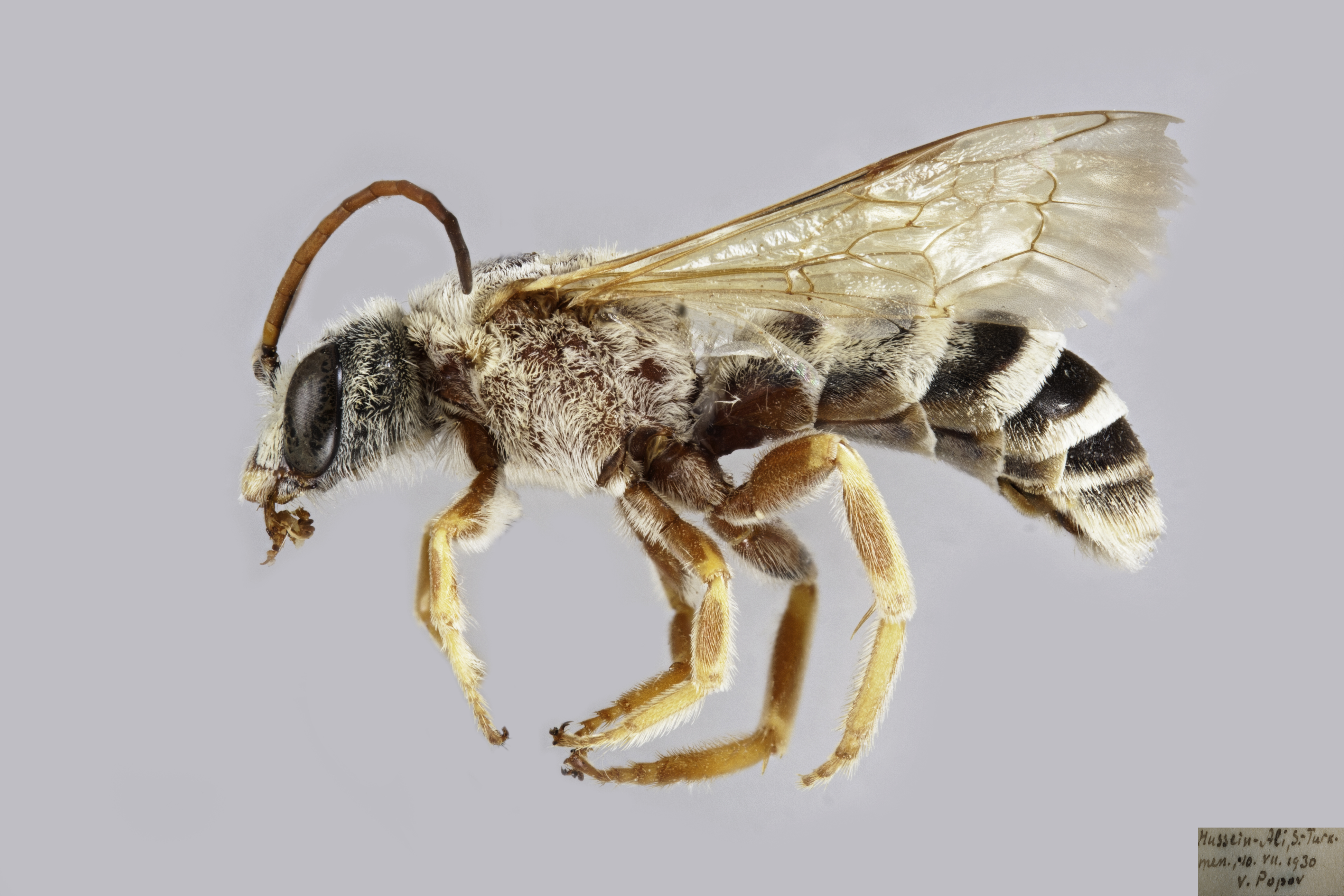
Samiec Halictus brunnescens

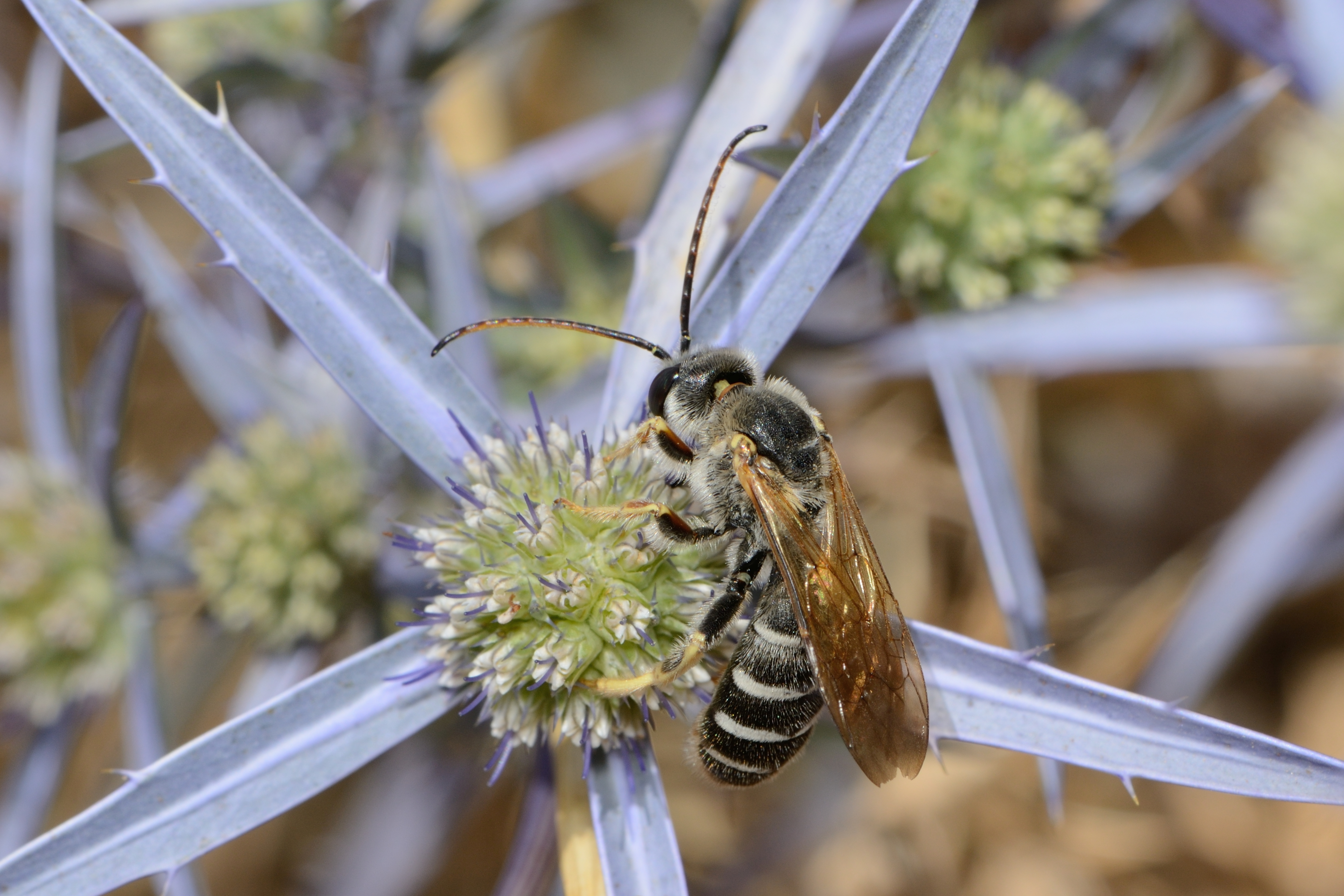
Samiec smuklika wielkiego (Halictus quadricinctus)

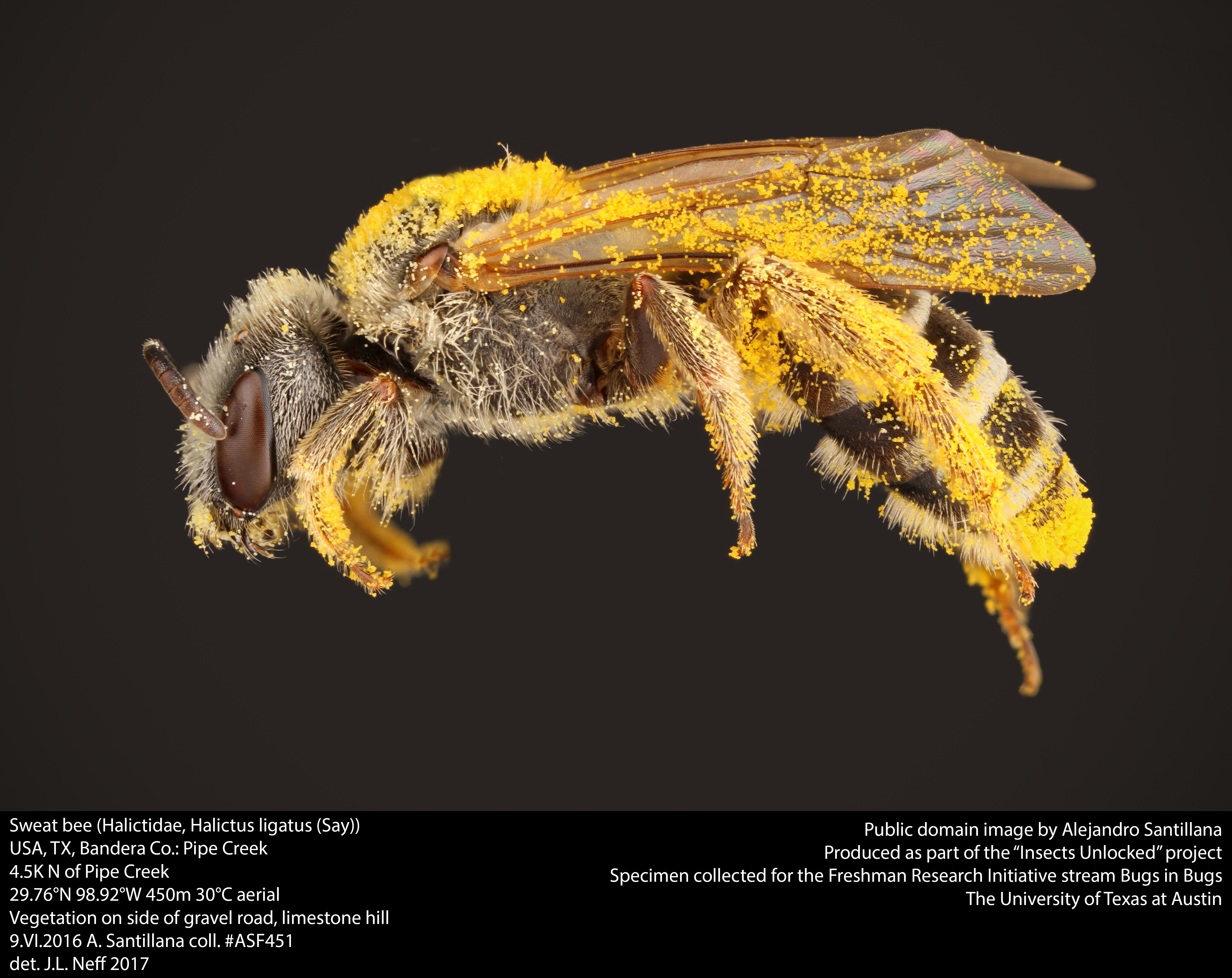
Halictus ligatus

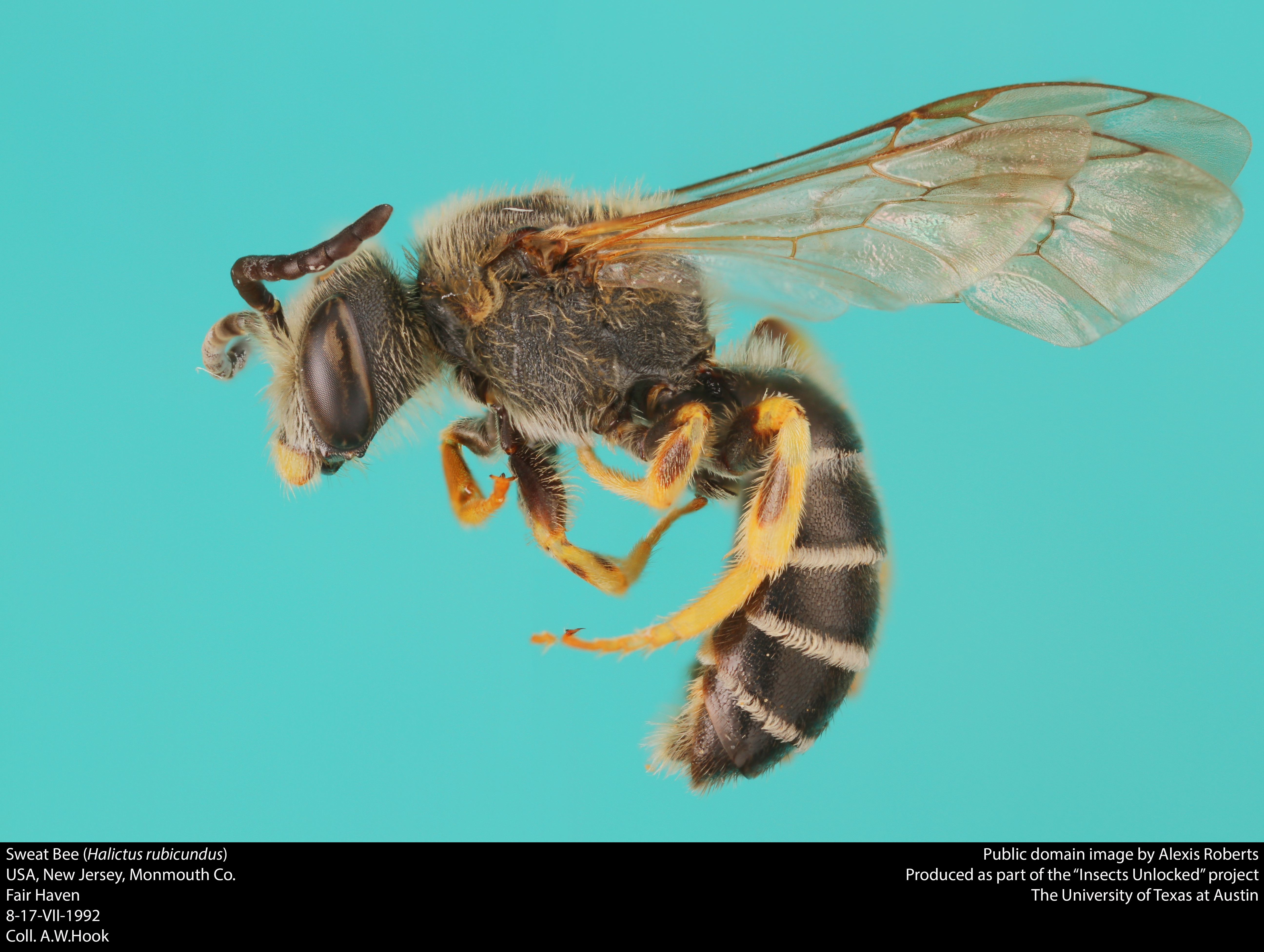
Smuklik rdzawonogi (Halictus rubicundus)

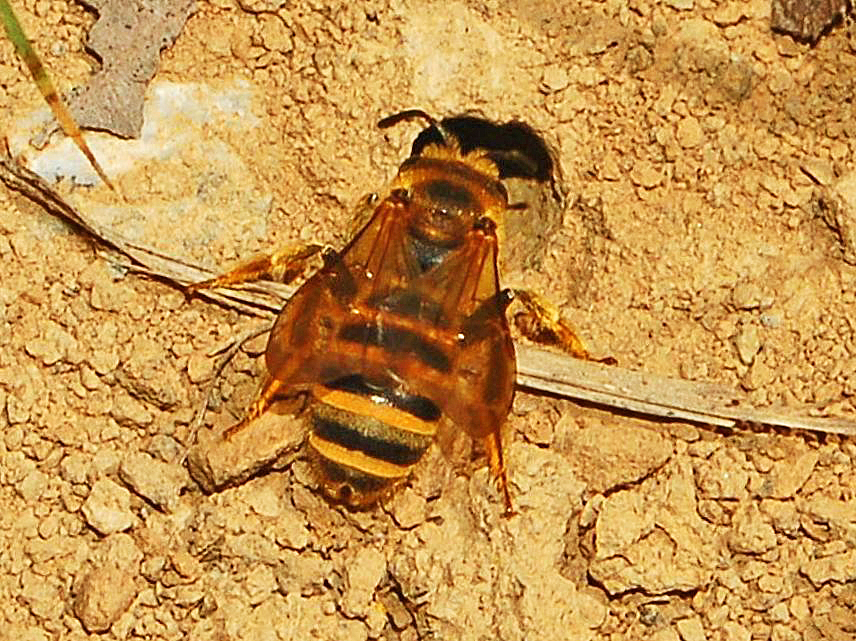
Smuklik szerokopasy (Halictus scabiosae) u wylotu gniazda

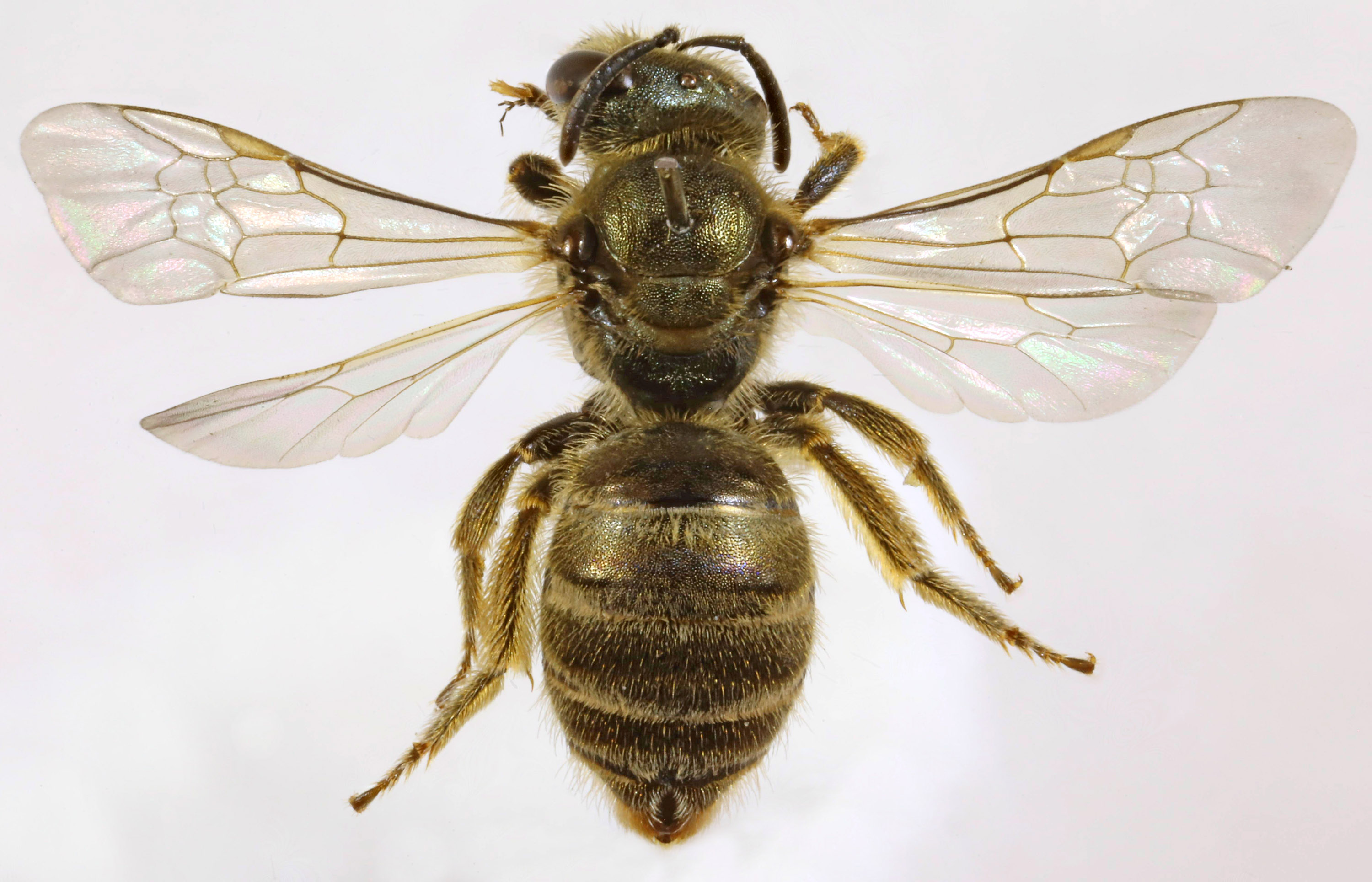
Samica Halictus tumulorum

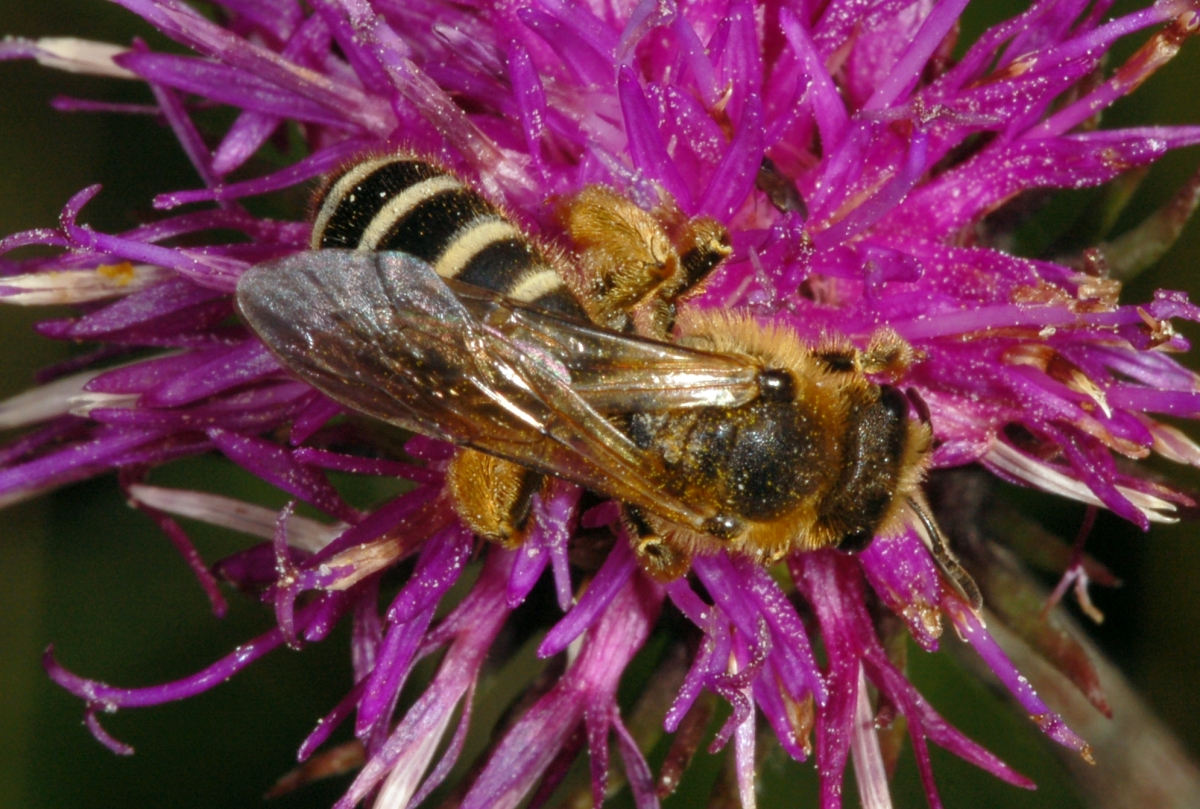
Smuklik sześciopasy (Halictus sexcinctus)

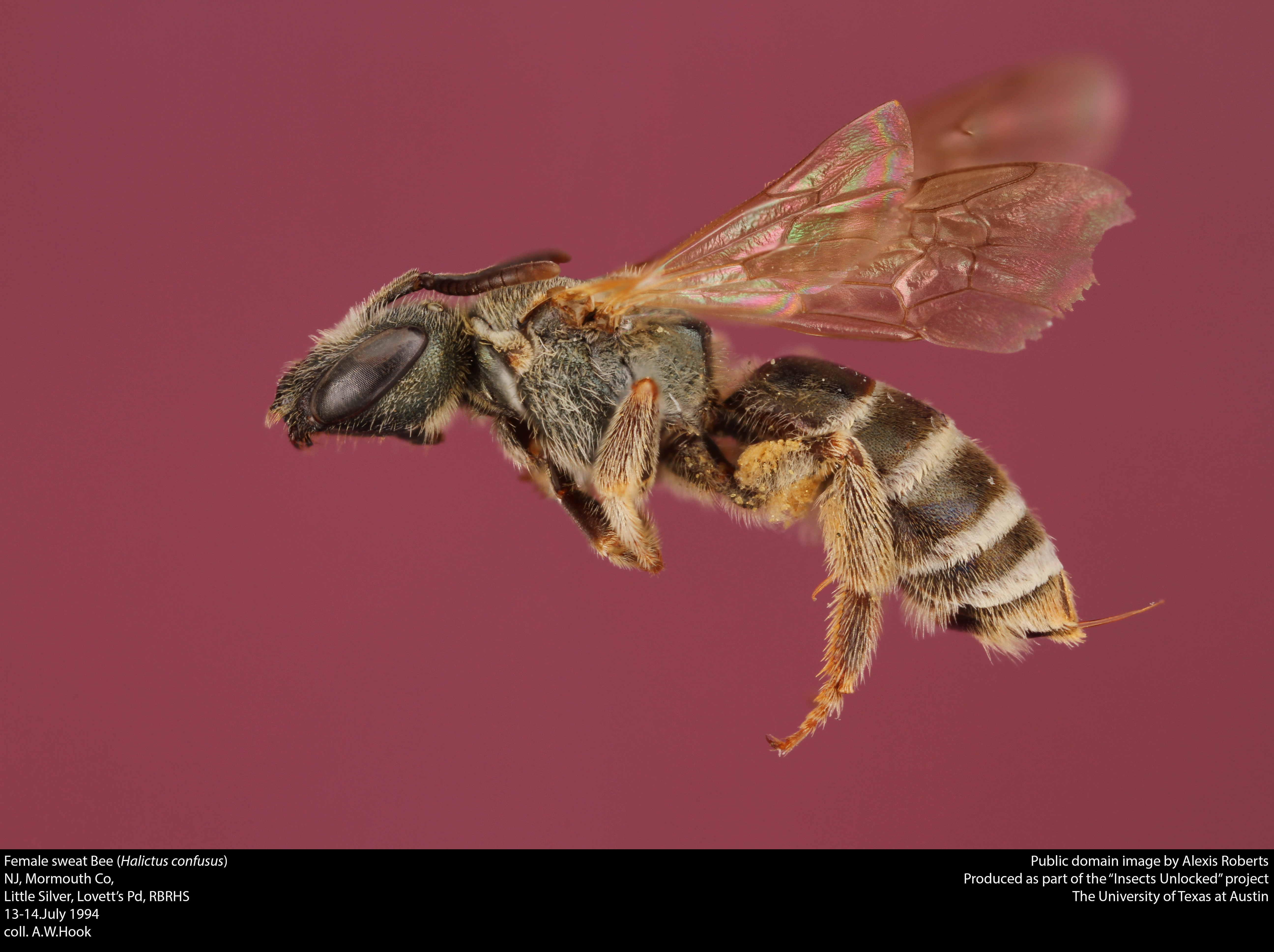
Halictus confusus

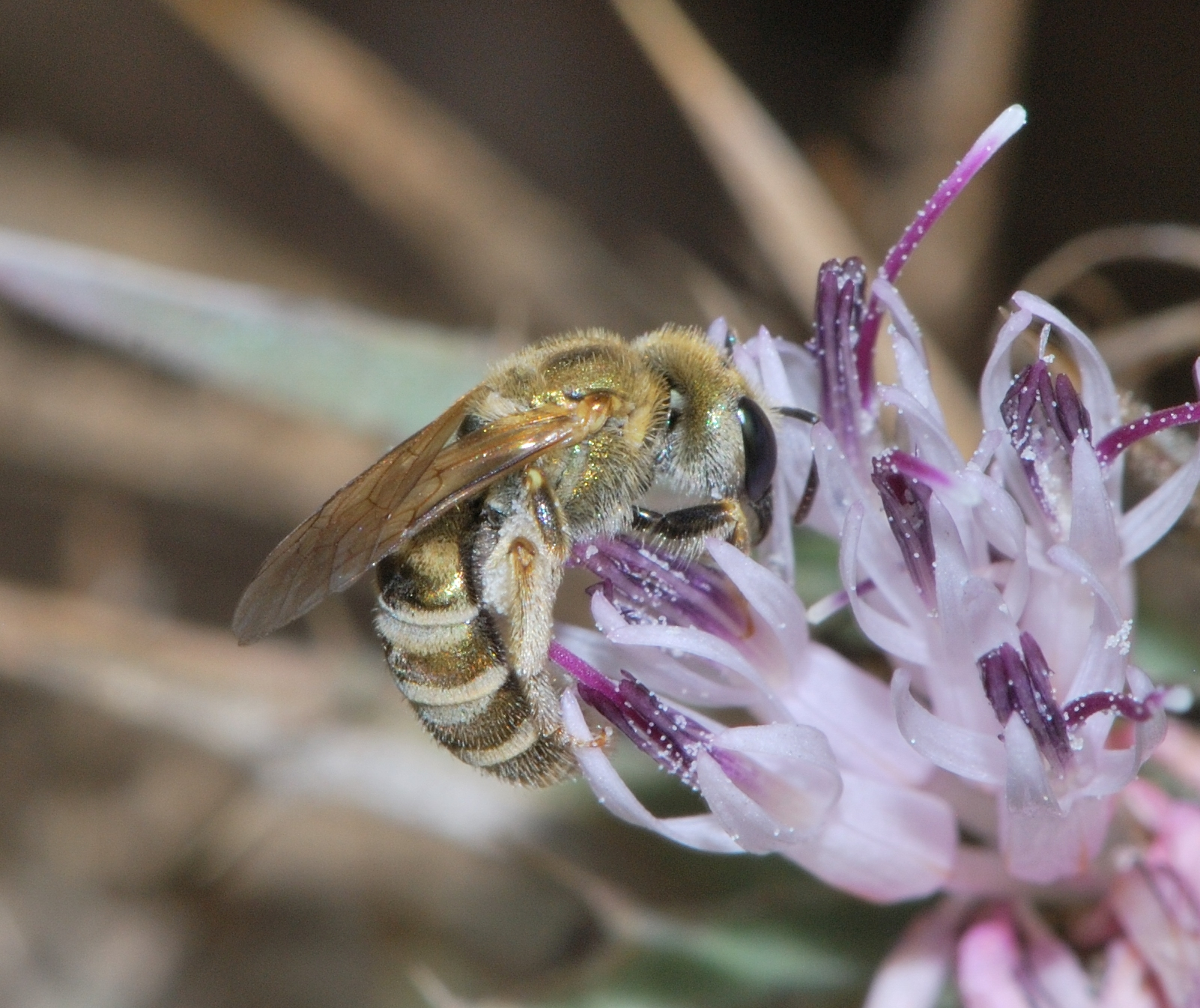
Samica smuklika złotawego (Halictus subauratus)

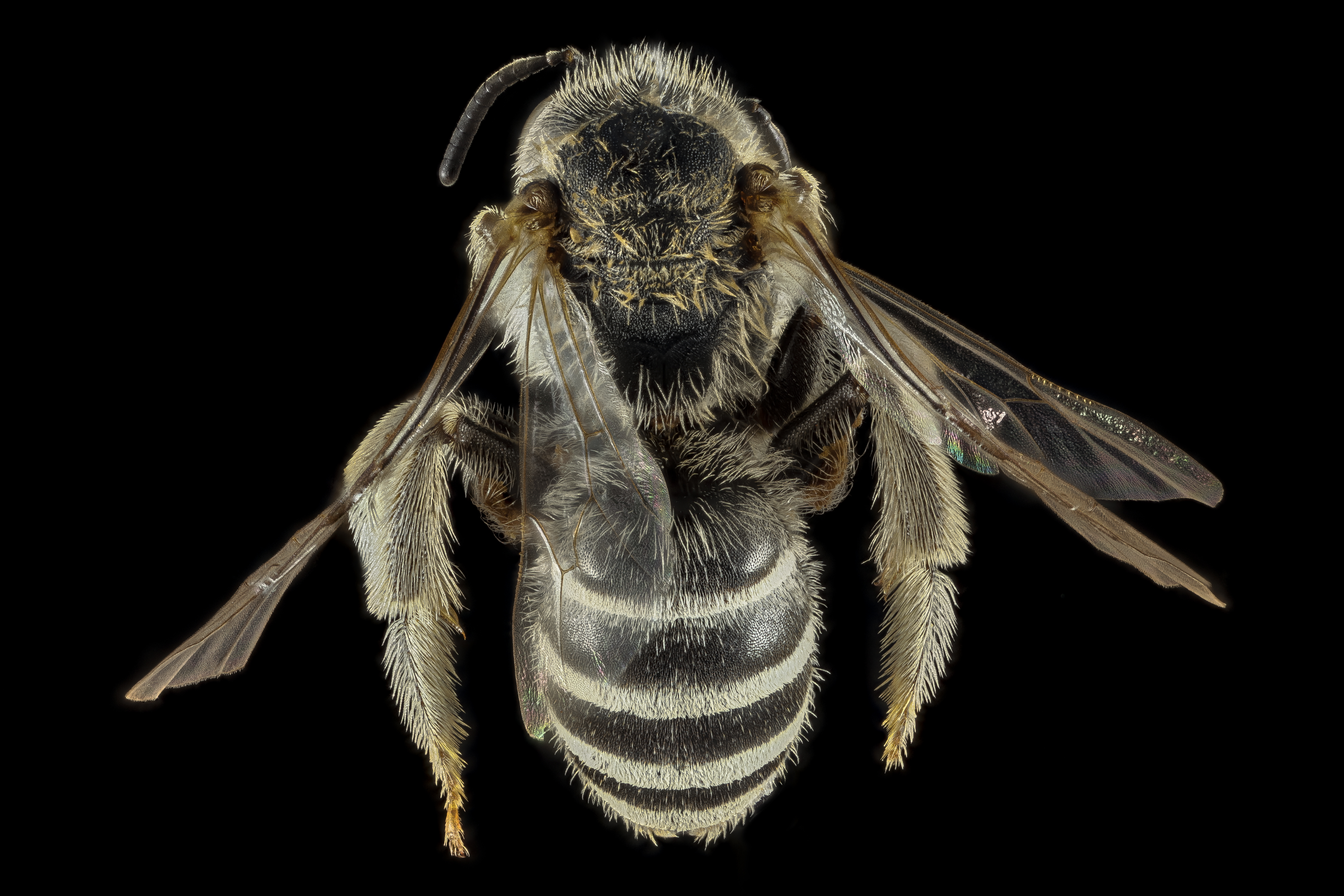
Halictus resurgens

Smuklik (Halictus) – rodzaj pszczół z rodziny smuklikowatych, podrodziny smuklików właściwych i plemienia Halictini.

## Morfologia
Pszczoły te mogą mieć ubarwienie oskórka od matowo czarnego po metalicznie zielonkawe, niebieskawe lub miedziane. Samice mają wargę górną o wierzchołku wydłużonym w silny wyrostek otoczony grubymi szczecinkami i zaopatrzony w silny kil po stronie grzbietowej. Nadustek samic prawie wszystkich gatunków ma krawędź ścięcia, odsiebnie od fimbrii przedwierzchołkowej, przedłużoną ku dołowi po każdej stronie wargi górnej w mały, dość ostry i niepunktowany wyrostek. Takiego wyrostka brak tylko u drobnych gatunków azjatyckich z podrodzaju Vestitohalictus. Tułów cechuje się wyraźnymi, skierowanymi silnie ku dołowi rowkami episternalnymi, sięgającymi za poziom rowków skrobalnych. Użyłkowanie skrzydła charakteryzuje się spiczastym lub drobno ściętym wierzchołkiem komórki marginalnej, żyłkami poprzecznymi w odsiebnej części skrzydła tak mocnymi jak pierwsza żyłka submarginalna oraz silnie zakrzywioną, zwłaszcza w pobliżu nasadowego lub szczytowego końca żyłką bazalną. Samice mają dobrze rozwinięte skopy na udach i krętarzach oraz penicilusy na tylnych nadstopiach. Metasoma ma na tergitach wierzchołkowe przepaski owłosienia, a niekiedy także przepaski nasadowe, a w podrodzaju Vestitohalictus nawet całe odsłonięte powierzchnie tergitów mogą być owłosione. U samic fimbria przedpygidialna na piątym tergicie podzielona jest pośrodku podłużnym, trójkątnym obszarem delikatnie i krótko owłosionego lub nagiego oskórka. U samców czwarty sternit pozbawiony jest grubych szczecinek wierzchołkowych, a zwykle także innych modyfikacji. Ósmy sternit u samców zwykle ma dysk znacznie szerszy niż dłuższy. Narządy rozrodcze samców mają wewnętrzny wyrostek nasadowy walwy prącia niewyraźny, smukły i u szczytu zaokrąglony, a brzuszny gonostylus skierowany dowierzchołkowo albo zupełnie nieobecny.

## Biologia i ekologia
Smukliki gniazdują głównie w glebie. Wybierają tereny niezarośnięte roślinnością. Niektóre gatunki tworzą duże agregacje gniazdowe. U większości gatunków budowa gniazda jest prosta, ale u niektórych komórki lęgowe zebrane są w grona lub otoczone pustą przestrzenią (umieszczone w komorze), jak np. u smuklika wielkiego (Halictus quadricinctus).
Wśród pszczół tych spotyka się zarówno samotnictwo, jak i szerokie spektrum zachowań społecznych, od subsocjalnych po eusocjalne. U gatunków eusocjalnych rodzina może zawierać od dwóch do kilkuset osobników. W najbardziej zaawansowanych systemach występują kasty królowych i robotnic. W systemach bardziej prymitywnych nie występuje trwały podział obowiązków, a np. u Halictus ligatus hierarchia w rodzinie ustalana jest z użyciem zachowań agresywnych. Niektóre gatunki potrafią być społeczne lub samotne w zależności od warunków. Różnorodnością zachowań wykazuje się np. smuklik sześciopasy: w Europie Środkowej tworzy agregacje samotnic, podczas gdy w południowej Grecji tworzyć może stadne kolonie lub właściwe społeczności z podziałem na królowe i robotnice.
Wszystkie gatunki są polilektyczne. Wiele z nich zapyla rośliny uprawne.

## Rozprzestrzenienie
Rodzaj kosmopolityczny, najliczniej reprezentowany w rejonie śródziemnomorskim i Azji Środkowej. W Europie stwierdzono 55 gatunków, z których 12 występuje w Polsce (licząc włącznie z podrodzajem Seladonia; zobacz też: smuklikowate Polski).

## Systematyka
Systematyka rodzaju jest różnie ujmowana. Np. J. Piesienko traktuje zieleniczkę (Seladonia) i Vestitohalictus jako odrębne rodzaje, podczas gdy C.D. Michener jako podrodzaje w rodzaju Halictus. Ten ostatni w Bees of the World z 2010 wyróżnia w obrębie rodzaju smuklik następujące podrodzaje:
- Halictus (Argalictus) Pesenko, 1984
- Halictus (Halictus) Latreille, 1804
- Halictus (Hexataenites) Pesenko, 1984
- Halictus (Lampralictus) Pesenko, 1984
- Halictus (Monilapis) Cockerell, 1931
- Halictus (Nealictus) Pesenko, 1984
- Halictus (Odontalictus) Robertson, 1918
- Halictus (Pachyceble) Moure, 1940
- Halictus (Paraseladonia) Pauly, 1997
- Halictus (Platyhalictus) Pesenko, 1984
- Halictus (Prohalictus) Pesenko, 1984
- Halictus (Ramalictus) Pesenko, 1984
- Halictus (Seladonia) Robertson, 1918
- Halictus (Tytthalictus) Pesenko, 1984
- Halictus (Vestitohalictus) Blüthgen, 1961

Według ITIS do rodzaju tego należą następujące gatunki:

- Halictus acrocephalus Blüthgen, 1926
- Halictus adjikenticus Blüthgen, 1923
- Halictus aegypticola Strand, 1909
- Halictus aeneobrunneus Pérez, 1895
- Halictus aerarius Smith, 1873
- Halictus aestuans Ebmer, 1978
- Halictus albozonatus Dours, 1872
- Halictus alfkenellus Strand, 1909
- Halictus argilos Ebmer, 2005
- Halictus asperatus Bingham, 1898
- Halictus asperulus Pérez, 1895
- Halictus atripes Morawitz, 1893
- Halictus atroviridis Cameron, 1906
- Halictus bagirensis Blüthgen, 1936
- Halictus balearicus Pérez, 1903
- Halictus berlandi Blüthgen, 1936
- Halictus beytuschebapensis Warncke, 1984
- Halictus brunnescens (Eversmann, 1852)
- Halictus bucharicus Blüthgen, 1936
- Halictus bulbiceps Blüthgen, 1929
- Halictus caelestis Ebmer, 1976
- Halictus carinthiacus Blüthgen, 1936
- Halictus centaureae Ebmer, 1985
- Halictus centrosus Vachal, 1910
- Halictus cephalicus Morawitz, 1873
- Halictus chalybaeus Friese, 1910
- Halictus clangulus Warncke, 1984
- Halictus cochlearitarsis Dours, 1872
- Halictus compressus (Walckenaer, 1802)
- Halictus concinnus Brullé, 1840
- Halictus confusus Smith, 1853
- Halictus consobrinus Pérez, 1895
- Halictus constantinensis Strand, 1910
- Halictus constrictus Smith, 1853
- Halictus crenicornis Blüthgen, 1923
- Halictus cupidus Vachal, 1902
- Halictus cyanellus (Pauly, 2008)
- Halictus cypricus Blüthgen, 1937
- Halictus cyrenaicus Blüthgen, 1930
- Halictus desertorum Morawitz, 1876
- Halictus determinandus Dalla Torre, 1896
- Halictus diductus Cockerell, 1932
- Halictus dissidens Pérez, 1903
- Halictus dorni Ebmer, 1982
- Halictus dschulfensis Blüthgen, 1936
- Halictus duplocinctus Vachal, 1902
- Halictus expertus Cockerell, 1916
- Halictus falcinellus Warncke, 1982
- Halictus farinosus Smith, 1853
- Halictus fatsensis Blüthgen, 1936
- Halictus ferreotus Fan, 1991
- Halictus fimbriatus Smith, 1853
- Halictus foanus Vachal, 1899
- Halictus frontalis Smith, 1853
- Halictus fulvipes (Klug, 1817)
- Halictus fumatipennis Blüthgen, 1923
- Halictus funerarius Morawitz, 1876
- Halictus fuscicollis Morawitz, 1876
- Halictus gavarnicus Pérez, 1903
- Halictus gemmeus Dours, 1872
- Halictus georgicus Blüthgen, 1936
- Halictus gobiensis Ebmer, 1982
- Halictus gordius Warncke, 1975
- Halictus graecus Blüthgen, 1933
- Halictus grossellus Ebmer, 1978
- Halictus gruenwaldti Ebmer, 1975
- Halictus harmonius Sandhouse, 1941
- Halictus hedini Blüthgen, 1934
- Halictus hermon Ebmer, 1975
- Halictus hesperus Smith, 1862
- Halictus holomelaenus Blüthgen, 1936
- Halictus hotoni Vachal, 1903
- Halictus humkalensis Blüthgen, 1936
- Halictus icarus Ebmer, 1978
- Halictus indefinitus Blüthgen, 1923
- Halictus inpilosus Ebmer, 1975
- Halictus intumescens Pérez, 1895
- Halictus iridicolor Cameron, 1905
- Halictus jaramielicus Blüthgen, 1923
- Halictus jucundus Smith, 1853
- Halictus kessleri Bramson, 1879
- Halictus kuhlmanni (Pauly, 2008)
- Halictus kuschkensis Ebmer, 1975
- Halictus kusdasi Ebmer, 1975
- Halictus lanei (Moure, 1940)
- Halictus langobardicus Blüthgen, 1944
- Halictus laticephalus Warncke, 1984
- Halictus latisignatus Cameron, 1908
- Halictus leleji (Pesenko, 2006)
- Halictus leucaheneus Ebmer, 1972
- Halictus ligatus Say, 1837
- Halictus lobatus Ebmer, 1978
- Halictus lucidipennis Smith, 1853
- Halictus luganicus Blüthgen, 1936
- Halictus lussinicus Blüthgen, 1936
- Halictus lutescens Friese, 1921
- Halictus maculatus Smith, 1848
- Halictus magnus Ebmer, 1980
- Halictus mediterranellus Strand, 1909
- Halictus microcardia Pérez, 1896
- Halictus minor Morawitz, 1876
- Halictus modernus Morawitz, 1876
- Halictus mogrensis Cockerell, 1945
- Halictus mondaensis Blüthgen, 1923
- Halictus mongolicus Morawitz, 1880
- Halictus monochromus Dalla Torre, 1896
- Halictus morawitzi Vachal, 1902
- Halictus mordacella Blüthgen, 1929
- Halictus mordax Blüthgen, 1923
- Halictus mucidus Blüthgen, 1923
- Halictus mucoreus Eversmann, 1852
- Halictus mugodjaricus Blüthgen, 1933
- Halictus multicarinatus Niu, Wu & Huang, 2004
- Halictus nadigi Blüthgen, 1934
- Halictus nasica Morawitz, 1876
- Halictus nicosiae Blüthgen, 1923
- Halictus nigricutis Warncke, 1975
- Halictus nikolskayae (Pesenko, 2006)
- Halictus nivalis Ebmer, 1985
- Halictus niveocinctulus Cockerell, 1940
- Halictus nuristanicus Pesenko, 2005
- Halictus ochropus Blüthgen, 1923
- Halictus opacoviridis Ebmer, 2005
- Halictus opulentus Benoist, 1950
- Halictus orientalis Lepeletier, 1841
- Halictus palustris Morawitz, 1876
- Halictus parallelus Say, 1837
- Halictus paropamisos Ebmer, 1978
- Halictus patellatus Morawitz, 1873
- Halictus pentheri Blüthgen, 1923
- Halictus persephone Ebmer, 1976
- Halictus petraeus Blüthgen, 1933
- Halictus pici Pérez, 1895
- Halictus pinguismentus Janjic & Packer, 2001
- Halictus pjalmensis Strand, 1909
- Halictus placidulus Blüthgen, 1923
- Halictus poeyi Lepeletier, 1841
- Halictus pollinosus Sichel, 1860
- Halictus ponticus Blüthgen, 1934
- Halictus propinquus Smith, 1853
- Halictus pruinescens Cockerell, 1937
- Halictus pseudomucoreus Ebmer, 1975
- Halictus pseudotetrazonius Strand, 1921
- Halictus pseudovestitus Blüthgen, 1925
- Halictus pulvereus Morawitz, 1874
- Halictus pyrenaeus Pérez, 1903
- Halictus quadricinctoides Blüthgen, 1936
- Halictus quadricinctus (Fabricius, 1776) – smuklik wielki
- Halictus quadripartitus Blüthgen, 1923
- Halictus radoszkowskii Vachal, 1902
- Halictus resurgens Nurse, 1903
- Halictus rossicus Ebmer, 1978
- Halictus rubicundus (Christ, 1791) – smuklik rdzaworogi
- Halictus rudolphae Pesenko, 1984
- Halictus rufipes (Fabricius, 1793)
- Halictus sajoi Blüthgen, 1923
- Halictus scabiosae (Rossi, 1790)
- Halictus secundus Dalla Torre, 1896
- Halictus seladonius (Fabricius, 1794)
- Halictus semitectus Morawitz, 1874
- Halictus semiticus Blüthgen, 1955
- Halictus senilis (Eversmann, 1852)
- Halictus sexcinctus (Fabricius, 1775) – smuklik sześciopasy
- Halictus simplex Blüthgen, 1923
- Halictus smaragdulus Vachal, 1895
- Halictus solitudinis Ebmer, 1975
- Halictus squamosus Lebedev, 1910
- Halictus stachii Blüthgen, 1923
- Halictus subauratoides Blüthgen, 1926
- Halictus subauratus (Rossi, 1792)
- Halictus submodernus Blüthgen, 1936
- Halictus subpetraeus Blüthgen, 1933
- Halictus subsenilis Blüthgen, 1955
- Halictus surabadensis Ebmer, 1975
- Halictus takuiricus Blüthgen, 1936
- Halictus tectus Radoszkowski, 1875
- Halictus tetrazonianellus Strand, 1909
- Halictus tetrazonius (Klug, 1817)
- Halictus tibetanus Blüthgen, 1926
- Halictus tibialis Walker, 1871
- Halictus togoensis Pauly, 1998
- Halictus transbaikalensis Blüthgen, 1933
- Halictus tridivisus Blüthgen, 1923
- Halictus tripartitus Cockerell, 1895
- Halictus tsingtouensis Strand, 1910
- Halictus tuberculatus Blüthgen, 1925
- Halictus tumulorum (Linnaeus, 1758)
- Halictus turanicus Morawitz, 1893
- Halictus turkmenorum Pesenko, 1984
- Halictus vansoni Cockerell, 1935
- Halictus varentzowi Morawitz, 1894
- Halictus verticalis Blüthgen, 1931
- Halictus vestitus Lepeletier, 1841
- Halictus vicinus Vachal, 1895
- Halictus virgatellus Cockerell, 1901
- Halictus wjernicus Blüthgen, 1936
- Halictus wollmanni Blüthgen, 1933
- Halictus xanthoprymnus Warncke, 1984
- Halictus yunnanicus Pesenko & Wu, 1997